# Jan Kruijer
Jan Kruijer (Middelbert, 2 augustus 1889 – Veendam, 18 september 1965) was een Nederlandse architect.

## Biografie
Kruijer was een zoon van de landbouwer Klaas Kruijer en Menje de Vries. Hij was gehuwd met Saartje Hulshof, dochter van de landbouwer Jacob Hulshof en Trijntje Zuur uit Scharmer.
Kruijer was aanvankelijk bouwkundige. Later was hij als zelfstandig architect gevestigd in Nieuwe Pekela. Later had hij samen met zijn collega Klaas Visker (1899–1985) het architectenbureau Kruijer en Visker in Winschoten. Van 1931 tot 1941 was hij lid van de gemeenteraad van Nieuwe Pekela, waarvan vier jaar tevens als wethouder. Verschillende door Kruijer al dan niet samen met Visker ontworpen panden zijn aangewezen als rijksmonument.

## Werken (selectie)

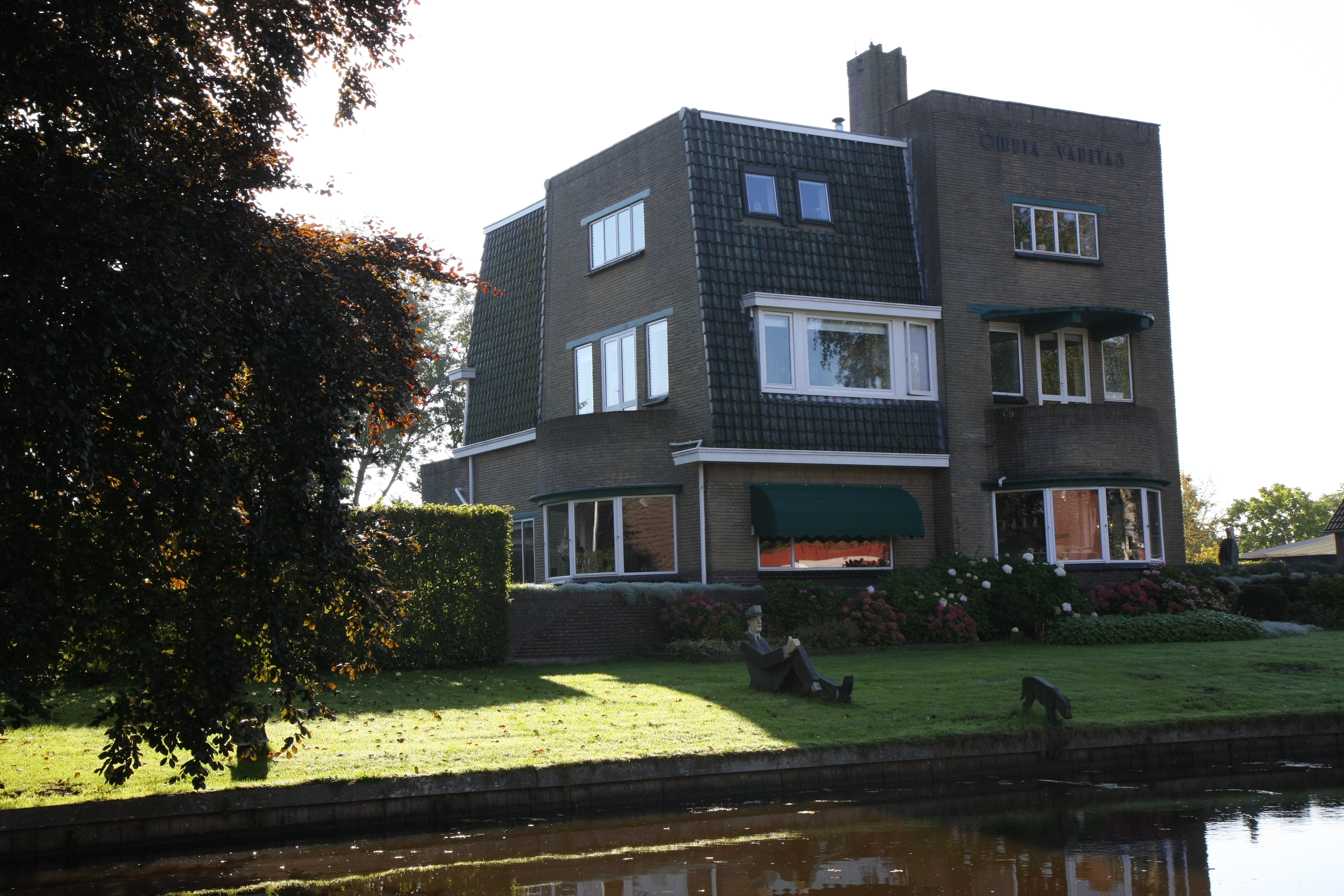
De door Kruijer samen met P. van der Meulen ontworpen directeurswoning Omnia Vanitas (1937) in Wildervank in 2010

- 1920–1929: Villaboerderij, Nieuwe Pekela (toegeschreven)[2]
- 1921: Villa, Veendam[3]
- 1923: Middenstandswoning, Nieuwe Pekela[4]
- 1931: Sint-Bonifatiusschool, Nieuwe Pekela[5]
- 1934: Woonhuis De Koepel, Winschoten (met K. Visker)[6]
- 1936: Villaboerderij, Wedde[7]
- 1936: Woonhuis Nia Domo, Winschoten (met K. Visker)[8]
- 1937: Woonhuis, Noordbroek (met K. Visker)[9]
- 1937: Directeurswoning Omnia Vanitas, Wildervank (met P. van der Meulen)[1]
- 1937: Woonhuis, Winschoten (met K. Visker)[10]
- 1938: Boerderij, Nieuwediep[11]